# Партия Центра (Норвегия)
Партия Центра (норв. Senterpartiet) — норвежская центристская и аграрная политическая партия. Основана в 1920 году. С 2014 года партию возглавляет Трюгве Слагсвольд Ведум (норв. Trygve Slagsvold Vedum).
Политика Партии Центра не основывается ни на одной из основных идеологий XIX и XX веков, делая основной акцент на сохранении децентрализованного экономического развития и принятия политических решений. Долгое время центристы входили в состав только несоциалистических правительств, но в 2005 году впервые в своей истории присоединились к красно-зелёному правительству. Начиная с 1972 года Партия Центра неизменно выступает против вхождения Норвегии сначала в ЕЭС, а позже в Евросоюз.
Партия имеет молодёжное крыло («Молодёжный центр», норв. Senterungdommen или Национальный союз Молодёжи центра норв. Senterungdommens Landsforbund), основанное в 1949 году.

## История
17—19 июня 1920 года на национальном съезде Норвежского фермерского союза (норв. Norsk Landmandsforbund) было принято решение участвовать в парламентских выборах 1921 года. В 1922 году союз был переименован в Норвежскую аграрную ассоциацию, а для участия в выборах была основана Фермерская партия (норв. Bondepartiet).
Период 1930-х годов в истории партии рассматривается как спорный момент. Это связано с Видкуном Квислингом, который представлял центристов в Государственном совете Норвегии, а позднее основал свою партию — Национальное единение, сотрудничавшую с немецкими оккупационными властями в период оккупации страны немецкими войсками в 1940—1945 годах. Некоторое время Фермерская партия вела переговоры с Квислингом и его партией о создании коалиционного правительства. Эти факты отрицательно сказались на репутации партии в послевоенный период.
Долгое время партия представляла и защищала интересы фермеров и всего сельского населения страны. Со временем во многом из-за сокращения числа занятых в сельском хозяйстве и роста городского населения партия стала терять популярность и пытаясь привлечь новый электорат начала отходить от традиционной аграрной политики, предложив вместо неё избирателям новую идеологию, основанную на децентрализации власти и экономики. В связи с этим в 1959 году партия сменила своё название на Норвежскую демократическую партию — Демократы (норв. Norsk Folkestyreparti — Demokratene), но ненадолго. Уже в июне того же года название было изменено на текущее — Партия Центра.
С 1930 по 2000 год центристы семь раз входили в несоциалистические коалиционные правительства, три из которых возглавлялись членами партии. Но на парламентских выборах 2005 года партия поддержала Норвежскую рабочую и Социалистическую левую партии, составив т.н. «зелёную» часть «Красно-зелёной коалиции». После победы коалиции на выборах в Стортинг центристы вошли во Второй кабинет Йенса Столтенберга, получив четыре министерских поста. На выборах 2009 года «Красно-зелёные» смогли получить незначительное большинство мест в парламенте, что дало им возможность вновь сформировать правительство.
На местных выборах партия пользуется большим успехом чем на общенациональных. После выборов 2007 года 83 мэра в Норвегии представляют Партию Центра. Только Рабочая партия имеет больше мэров, чем центристы.

## Идеология
Партия Центра была основана как политическая организация сельских жителей Норвегии и долгое время позиционировала себя как аграрная. В связи с урбанизацией страны партии пришлось не только сменить название, но и заняться привлечением городских избирателей. В данный момент партия, сохраняя свою приверженность северному аграризму, позиционирует себя как центристская, социал-либеральная. Одной из основных идей центристов является децентрализация власти и экономики, частности расширение прав и полномочий местного самоуправления. Внутри организации существуют фракции, придерживающиеся идеологий социального консерватизма и социал-демократии. Большую часть своей истории Партия Центра отдавала предпочтение сотрудничеству с партиями правее центра, но в 2000-х годах переориентировалась на сотрудничество с политическими силами левее центра. Партия неизменно занимает позиции евроскептицизма, выступая против присоединения Норвегии к Евросоюзу.

## Членство
Максимальное количество членов в Партии Центра было зафиксировано в 1971 году — 70 000 человек. Позднее число членов партии значительно сократилось. Весной 2011 года в партии числилось 17 000 человек.

## Представительство в Стортинге
| Год  | % голосов | мест      |
| ---- | --------- | --------- |
| 1921 | 13,1%     | 17 из 150 |
| 1924 | 13,5%     | 22 из 150 |
| 1927 | 14,9%     | 26 из 150 |
| 1930 | 15,9%     | 25 из 150 |
| 1933 | 13,9%     | 23 из 150 |
| 1936 | 11,5%     | 18 из 150 |
| 1945 | 8,1%      | 10 из 150 |
| 1949 | 7,9%      | 12 из 150 |
| 1953 | 9,0%      | 14 из 150 |
| 1957 | 9,3%      | 15 из 150 |
| 1961 | 6,8%      | 16 из 150 |
| 1965 | 9,4%      | 18 из 150 |
| 1969 | 9,0%      | 20 из 150 |
| 1973 | 6,8%      | 21 из 155 |
| 1977 | 8,0%      | 12 из 155 |
| 1981 | 4,3%      | 11 из 155 |
| 1985 | 6,6%      | 12 из 157 |
| 1989 | 6,5%      | 11 из 165 |
| 1993 | 16,7%     | 32 из 165 |
| 1997 | 7,9%      | 11 из 165 |
| 2001 | 5,6%      | 10 из 165 |
| 2005 | 6,5%      | 11 из 169 |
| 2009 | 6,2%      | 11 из 169 |
| 2013 | 5,5%      | 10 из 169 |
| 2017 | 10,3%     | 19 из 169 |